# Hannes Anier
Hannes Anier (* 16. Januar 1993 in Tallinn) ist ein ehemaliger estnischer Fußballspieler.

## Verein
Hannes Anier begann seine Karriere zunächst beim FCF Kesklinn, der im Tallinner Stadtteil Kesklinn beheimatet ist. Von dort aus kam er im Jahr 2006 zum estnischen Rekordmeister FC Flora Tallinn. Im Jahr 2009 wechselte er leihweise in die Esiliiga, der zweithöchsten Spielklasse in Estland zum FC Valga Warrior. In Valga kam Anier zu ersten Einsätzen im Profibereich und konnte zu Beginn der Spielzeit 2009 in vier Spielen ein Tor erzielen. Im selben Jahr gab er auch das Debüt in der höchsten estnischen Liga, der Meistriliiga, im Ligaspiel mit dem FC Flora in der A. Le Coq Arena gegen den JK Nõmme Kalju. Er debütierte dort nach einer Einwechslung für Aivar Anniste. Im Derby gegen Nõmme spielte Hannes erstmals gemeinsam mit seinem Bruder Henri, der bereits seit 1998 in der Jugend bei Flora spielte, in einem Punktspiel. Im Jahr 2010 wurde Anier erstmals Meister in Estland, im Jahr darauf gewann er mit dem Pokal und dem Supercup drei Titel mit dem FC Flora Tallinn. Anfang 2012 befand sich der Stürmer für eine Woche im Probetraining beim dänischen Erstligisten Odense BK, wo er sich für einen Vertrag empfahl. In der Saison 2014/15 machte er sechs Spiele für die zweite Mannschaft des FC Erzgebirge Aue. Im Februar 2015 wurde sein Vertrag in Aue aufgelöst. Im September 2015 kehrte er zum FC Flora Tallinn zurück, wurde Meister, Pokalsieger sowie Supercupsieger und war insgesamt drei Spielzeiten dort aktiv. 2018 folgte ein kurzes Gastspiel beim Thisted FC in Dänemark, ehe er sich dem heimischen JK Tallinna Kalev anschloss. 2021 ging er weiter zum Ligarivalen FC Levadia Tallinn, gewann erneut das Double und kehrte 2022 wieder zurück nach Kalev. Dort beendete Anier nach nur einer Spielzeit seine aktive Karriere.

## Nationalmannschaft
Von 2008 bis 2016 absolvierte Hannes Anier insgesamt 53 Partien für diverse estnische Jugendauswahlen und erzielte dabei neun Tore. Während dieser Zeit kam er 2014 auch zu vier Einsätzen bei der A-Nationalmannschaft und einem Testspieltreffer gegen Tadschikistan (2:1).

## Erfolge
- Estnischer Meister: 2010, 2011, 2017, 2021
- Estnischer Pokalsieger: 2011, 2016, 2021
- Estnischer Superpokalsieger: 2011, 2012, 2016

## Familie
Sein älterer Bruder Henri Anier (* 1990) ist ebenfalls Fußballprofi und spielt beim Lee Man FC in der Hong Kong Premier League.